# Pusiodactylus mondacai
Pusiodactylus mondacai är en skalbaggsart som beskrevs av Smith 2008. Pusiodactylus mondacai ingår i släktet Pusiodactylus och familjen Melolonthidae. Inga underarter finns listade i Catalogue of Life.